# Jean-Joseph Saroïhandy
Jean-Joseph Saroïhandy (Saint-Maurice-sur-Moselle, 13 de setembre de 1867 - Courbevoie, 24 de juny de 1932) fou un lingüista romanista francès d'origen basc, especialitzat en les llengües dels Pirineus (català, occità -sobretot gascó-, aragonès i euskara). Descobridor científic dels dialectes de l'aragonès i del català de la Franja de Ponent i investigador de la cultura popular aragonesa.

## Biografia
Mort son pare quan ell tenia 18 anys, el 1886 va emigrar a l'Argentina, on aprengué l'espanyol, i al cap de dos anys tornà a França, on obtingué el certificat de professor d'espanyol, llengua que ensenyà al Collège de France, de 1919 a 1924, com a substitut d'Alfred Morel-Fatio, i a diversos instituts i altres centres d'ensenyament francesos. Va estar becat a Portugal i Madrid i fou professor de francès a Anglaterra i Irlanda. Ensenyà aragonès a la càtedra dedicada a les Llengües de l'Europa Meridional al Collège de France, de 1920 a 1925. Dominava l'euskara i en donà cursos, com també de català.
El 1896 començà les seves estades als Pirineus, que repetí durant trenta anys, per conèixer la seva realitat lingüística directament, impulsat pel seu professor Morel-Fatio, que havia llegit els primers articles sobre l'aragonès de Joaquín Costa. Des del 1896 al 1913 recorregué el territori català i aragonès, ajudat per Costa, i des del 1913 fins a la seva mort, el territori basc.

## L'aragonès
El 1898 publicà el primer article sobre l'aragonès, del qual arreplegà un extens vocabulari (més de 30.000 unitats lèxiques) procedent de 130 punts d'enquesta i escrigué una monografia sobre la mateixa llengua, que es publicà pòstumament. Es conserven els materials de les excursions pels Pirineus a la Universitat de Bordeus (70 paquets de cèdules i 26 quaderns de camp), la majoria publicats per Óscar Latas Alegre en Misión lingüística en el Alto Aragón (Zaragoza: Editorial Xordica-Prensas Universitarias de Zaragoza, 2005) i en Informes sobre el aragonés y el catalán de Aragón (1898-1916) de Jean-Joseph Saroïhandy (Zaragoza: Aladrada-Prensas Universitarias de Zaragoza-Gobierno de Aragón, 2009). Una de les col·leccions de l'Editorial Xordica s'anomena Saroïhandy com a reconeixement a la seva tasca investigadora sobre la llengua aragonesa.

## El català
Saroïhandy refeu el capítol de Morel-Fatio sobre el català de la segona edició del Grundriss der romanischen Philologie de Gustav Gröber (1904-1906). El 1906, presentà al I Congrés Internacional de la Llengua Catalana els resultats de les seves investigacions sobre el català de la Ribagorça ("El català del Pirineu a la Ralla d'Aragó"). Algunes de les seves excursions filològiques coincidiren cronològicament amb les d'Antoni M. Alcover, per la qual cosa compartiren informants. Alcover publicà una extensa crítica de l'apartat de Saroïhandy sobre el català publicat en el Grundriss der romanischen Philologie de Gustav Gröber ("Una mica de Dialectologia catalana. L'obra de Mr. Morel-Fatio i Mr. Saroïhandy dins Grundriss del Dr. Gröber sobre el català", Bolletí del Diccionari de la Llengua Catalana, IV 1909: p. 194-303), amb la qual fundà la dialectologia catalana. Pompeu Fabra també dedicà la seva atenció a dues de les obres de Saroïhandy en les «Remarques sur la conjugaison catalane», ressenya publicada el 1905, i en "Le catalan dans la Grammaire des langues romanes de W. Meyer-Lübke et dans le Grundriss der rom. Philologie" (1907).

## Obres
- "Mission de Mr. Saroïhandy en Espagne", École Pratique des Hautes Études, Annuaire 1898.
- "Remarques sur le Poème de Yuçuf", BHi, VI, 1904, p. 182-194.
- "Vestiges de phonétique ibérienne en territoire romain (Etude de géographie

linguistique)", Revista Internacional de Estudios Vascos 4, París, 1913; p. 475-497. ISNN: 0212-7016
- L'Imparfait Basque, Lettre a M. Julio de Urquijo Directeur de

la Revue Internationale des Etudes Basques, Sant Sebastià, 1916.
- "Ouverture des cours de langue basque au Collège de France le samedi 10 janvier 1920", Revista Internacional de Estudios Vascos 11, París, 1920, p. 121-132. ISNN: 0212-7016.
- "La pastorada de Perarrúa [Huesca]", Bulletin Hispanique, Vol. 18, 1916.
- Remarques sur le Verbe labourdin Revista Internacional

de Estudios Bascos, Sant Sébastià, 1918.
- "Puntos oscuros de la conjugación vascongada", Revista Internacional de Estudios Vascos 10, París, 1919, p. 83-97. ISNN:0212-7016.
- "El vascuence en el Collège de France", Revista Internacional de los Estudios Vascos 15, 3, 1921. Arxivat 2007-09-29 a Wayback Machine.
- "Una copla de Vizcaíno", Revista Internacional de los Estudios Vascos 1923, p.196-197.
- "Assimilation progressive de i a ü dans le basque de la Soule y en el Bulletin Hispanique", Bulletin de la Société de Linguistique, 1924.
- "Remarques sur la plus ancienne ortograpbe basque", Revista Internacional de los Estudios Vascos 1925, p.330-340.
- Ressenya de M. Ithurry, Grammaire Basque, Revue Critique d'histoire et

de littérature, octubre de 1925.
- "La Légende de Roncesvaux", dins Homenaje ofrecido a Menéndez Pidal, vol. 2, p. 259-84, Madrid, 1925.
- "Basque Elgar" dins Donum Natalicium Schrijnen, Imprimerie Durand Chartres,

p. 190-193.
- "Remarques sur le Verbe Basque", Revista Internacional de los Estudios Vascos, 1930.
- "Doctrina gramatical de Cihenart", dins III Congreso de Estudios Vascos: recopilación de los trabajos de dicho Congreso, celebrado en Guernica del 10 al 15 de septiembre de 1922, acerca de temas de lengua y enseñanza, Eusko Ikaskuntza — Sociedad de Estudios Vascos, Donòstia, 1984, p. 41-46.
- "Lettres de J. Saroïhandy à J. de Urquijo, a propos de la Passion jouée à Lesaca en 1566", Revista Internacional de los Estudios Vascos 23, París, p. 509-514. ISNN:0212-7016.
- "Huellas de fonética ibérica en territorio románico", "Archivo de Filología Aragonesa" VIII-IX, 1956-57, pp. 181-199.